# Доэрти, Мишель
Мише́ль Ка́рен До́эрти (англ. Michele Karen Dougherty, р.1962) — профессор космической физики в Имперском колледже Лондона. Королевский астроном (2025). Член Лондонского королевского общества. В 2017 году награждена Золотой медалью Королевского астрономического общества.

## Биография. Карьера
Её отец — Брайан Доэрти — был профессором в университете провинции Квазулу-Натал (ЮАР). В 1988 году в том же вузе Мишель получила степень доктора философии, после чего направилась в Германию, где в течение ряда лет работала в области прикладной математики. Позднее она переехала в Англию, получив место в Имперском колледже Лондона.
Член Королевского астрономического общества (с 1995).
М. Доэрти — глава научной группы, занимающейся обслуживанием и обработкой данных с магнитометров аппарата Кассини-Гюйгенс. В 2007 году Доэрти была отмечена медалью Чри Института физики, а в 2008 году — медалью Хьюза, как сообщается на сайте Королевского общества:

За инновационное использование данных о магнитных полях, позволившее обнаружить атмосферу вокруг одной из лун Сатурна, что, в свою очередь, кардинальным образом изменило наши представления о роли естественных спутников планет в Солнечной системе.
Оригинальный текст (англ.)For innovative use of magnetic field data that led to discovery of an atmosphere around one of Saturn's moons and the way it revolutionised our view of the role of planetary moons in the Solar System.
— Hughes Medal: All awards.
В 2012 году её избрали членом Лондонского королевского общества за работу в рамках международного проекта — миссии аппарата Кассини-Гюйгенс к Сатурну и его спутникам.
В 2017 году награждена Золотой медалью Королевского астрономического общества за «значительный вклад в национальное и международное общество космической физики».
CBE (2018).
В 2019 году была выбрана членом Американского геофизического союза.
В настоящее время Мишель совмещает преподавательскую деятельность в Имперском колледже Лондона и руководство двумя научными командами: магнитометрической группы Кассини-Гюйгенс и группы нового одобренного Европейским космическим агентством проекта миссии к Юпитеру. Старт последней запланирован на 2022 год; по расчётам, она должна достичь планеты-гиганта в 2030 году. В июле 2025 года назначена Королевским астрономом.